# Angelo Sormani
Angelo Benedicto Sormani (3. červenec 1939, Jaú, Brazílie) je bývalý brazilsko-italský fotbalový útočník.
Fotbalovou kariéru začal v brazilském klubu Santos, kde byl spoluhráčem Pelého. V roce 1961 odešel hrát do Itálie. Zde si jej vyhlédl trenér Mantovy. Po dvou letech přestoupil do Říma za 250 milionu lir plus tři hráči (mezi nimi byl i Karl-Heinz Schnellinger). Za vlky odehrál jen jednu průměrnou sezonu. Poté přestoupil do Sampdorie, kde hrál taktéž jednu sezonu. Od sezony 1965/66 se stal hráčem Milána. V první sezoně vstřelil 21 branek a skončil na 2. místě v tabulce střelců. U Rossoneri vydržel pět let a získal zde titul v sezoně 1967/68, poháry PVP 1967/68 a PMEZ 1968/69 i Interkontinentální pohár 1969. V roce 1970 odešel hrát do Neapole, kde hrál dva roky. Poté ještě hrál sezonu ve Fiorentině a fotbalovou kariéru ukončil v roce 1976 v dresu Vicenzi.
Za reprezentaci odehrál 7 utkání a vstřelil 2 góly. Hrál na MS 1962.
Po fotbalové kariéře se stal trenérem. Během působení u Říma vyhrál domácí pohár 1985/86.

## Hráčská statistika
| Sezóna  | Klub       | Liga    | Liga   | Liga | Ligové poháry | Ligové poháry | Ligové poháry | Kontinentální poháry | Kontinentální poháry | Kontinentální poháry | Celkem | Celkem |
| Sezóna  | Klub       | Soutěž  | Zápasy | Góly | Soutěž        | Zápasy        | Góly          | Soutěž               | Zápasy               | Góly                 | Zápasy | Góly   |
| ------- | ---------- | ------- | ------ | ---- | ------------- | ------------- | ------------- | -------------------- | -------------------- | -------------------- | ------ | ------ |
| 1961/62 | Mantova    | Serie A | 31     | 16   | IP            | 1             | 0             | -                    | 0                    | 0                    | 32     | 16     |
| 1962/63 | Mantova    | Serie A | 33     | 13   | IP            | 0             | 0             | -                    | 0                    | 0                    | 33     | 13     |
| 1963/64 | Řím        | Serie A | 25     | 6    | IP            | 2             | 0             | Vel.P                | 3                    | 1                    | 30     | 7      |
| 1964/65 | Sampdoria  | Serie A | 30     | 2    | IP            | 1             | 1             | -                    | 0                    | 0                    | 31     | 3      |
| 1965/66 | Milán      | Serie A | 32     | 21   | IP            | 1             | 1             | Vel.P                | 6                    | 2                    | 39     | 24     |
| 1966/67 | Milán      | Serie A | 18     | 4    | IP            | 3             | 2             | Stř.P                | 2                    | 0                    | 23     | 6      |
| 1967/68 | Milán      | Serie A | 29     | 11   | IP            | 10            | 3             | PVP                  | 9                    | 5                    | 48     | 19     |
| 1968/69 | Milán      | Serie A | 26     | 4    | IP            | 1             | 1             | PMEZ                 | 5                    | 3                    | 32     | 8      |
| 1969/70 | Milán      | Serie A | 29     | 5    | IP            | 3             | 0             | PMEZ+Int.P           | 4+2                  | 1+2                  | 38     | 8      |
| 1970/71 | Neapol     | Serie A | 25     | 5    | IP            | 5             | 4             | -                    | 0                    | 0                    | 30     | 9      |
| 1971/72 | Neapol     | Serie A | 28     | 3    | IP            | 9             | 2             | UEFA                 | 2                    | 0                    | 39     | 4      |
| 1972/73 | Fiorentina | Serie A | 9      | 0    | IP            | 4             | 0             | UEFA+Stř.P           | 4+2                  | 1+0                  | 19     | 1      |
| 1973/74 | Vicenza    | Serie A | 24     | 5    | IP            | 4             | 1             | -                    | 0                    | 0                    | 28     | 6      |
| 1974/75 | Vicenza    | Serie A | 22     | 4    | IP            | 4             | 2             | -                    | 0                    | 0                    | 26     | 6      |
| 1975/76 | Vicenza    | Serie B | 11     | 3    | IP            | 3             | 0             | -                    | 0                    | 0                    | 14     | 3      |
| Celkem  | Celkem     | Celkem  | 372    | 101  | -             | 51            | 17            | -                    | 39                   | 15                   | 462    | 133    |

## Hráčské úspěchy

### Klubové
- 1× vítěz italské ligy (1967/68)
- 1× vítěz italského poháru (1966/67)
- 1× vítěz poháru PMEZ (1968/69)
- 1× vítěz poháru PVP (1967/68)
- 1× vítěz Interkontinentálního poháru (1969)

### Reprezentační
- 1× na MS (1962)

## Trenérské úspěchy

### Klubové
- 1× vítěz italského poháru (1985/86)